# Емир Муратовић
Емир Муратовић (Тузла, 6. новембар 1996) босанскохерцеговачки је пливач чија специјалност су трке слободним и леђним стилом. 

## Спортска каријера
Муратовић је рођен у Тузли, одакле се као трогодишњи дечак са родитељима преселио у Сједињене Државе, на Флориду, где је и почео да се бави пливањем током средњошколског образовања у градићу Њу Порт Ричи. На почетку каријере тренирао је углавном у малим базенима, а тек након одласка на Државни универзитет Флориде у Талахасију где је уписао студије психологије, почео је са тренинзима у великом базену. 
Прво велико међународно такмичење на коме је наступио, било је Европско првенство у Глазгову 2018, где је пливао у квалификационим тркама на 50 и 100 слободно (45. и 62. место). 
На пливачком митингу у Бањалуци, одржаном у јуну 2019, Муратовић је као члан ПК Олимпик из Бањалуке испливао нове државне рекорде у обе спринтерске трке слободним стилом, те у трци на 50 леђно, уједно се квалификовавши и за наступ на предстојећем светском првенству.
На свом дебију на светским првенствима, у корејском Квангџуу 2019, учествовао је у три квалификационе трке. У обе трке слободним стилом (50 метара и 100 метара) испливао је селекциона времена за наступ на ЛОИ 2020. (34. и 35. место), док је квалификациону трку на 50 леђно окончао на 37. месту.